# 72-es villamos (Budapest)
A budapesti 72-es jelzésű villamos az Óbudai kocsiszín és a Margit híd, budai hídfő között közlekedett. A viszonylatot a Fővárosi Villamosvasút üzemeltette.

## Története
1928. október 15-én új villamosjárat 72-es jelzéssel indult a Vörösvári út – Bécsi út – Zsigmond utca – Pálffy (ma Bem József) tér útvonalon. 1933. március 20-án a Flórián térig hosszabbították. 1937. október 25-én a szentendrei HÉV budapesti végállomását a Margit híd északi oldalára helyezték át, ekkor a 72-es déli végállomása az ún. Margit park, északi végállomása pedig Óbuda, Fő tér lett. 1944. szeptember 27-étől az óbudai kocsiszíntől indult, novemberben viszont már nem közlekedett.
1945. május 17-én korábbi útvonalán indították újra. 1946. január 18-ától a Batthyány tértől indult Óbudára, és betétjáratot kapott a Zsigmond térig tartó szakaszon 72A jelzéssel. 1947. november 16-án a 72-es a Margit hídig rövidült, emiatt a betétjárat is megszűnt. 1950. június 7-én a Knur Pálné (ma Pacsirtamező) utcai vonalszakasz forgalomba helyezésével és a Lajos utcai pálya megszüntetésével átalakult Óbuda villamoshálózata: a 6-án megszüntetett 72-est a 7-es viszonylat váltotta a Margit híd, budai hídfő – Kunfi Zsigmond utca – Bécsi út – Vörösvári út útvonalon.